# دهستان محمودآباد (پارس‌آباد)
دهستان محمودآباد، یکی از دهستان‌های بخش تازه‌کند شهرستان پارس‌آباد در استان اردبیل ایران است. مرکز این دهستان، روستای محمودآباد طالقانی است.

## جمعیت
بر پایه سرشماری عمومی نفوس و مسکن در سال ۱۳۹۵، جمعیت دهستان محمودآباد برابر با ۴٬۶۱۵ نفر بوده‌است.